# Антіохія

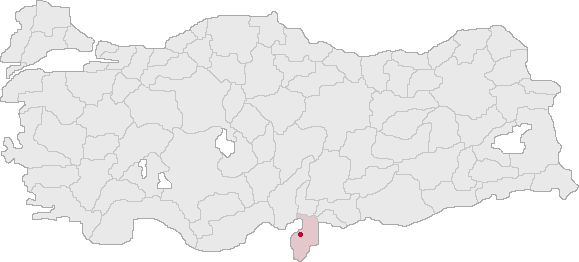
Розташування Антіохії на мапі сучасної Туреччини

Антіо́хія (в деяких джерелах Антиохія), Антіо́хія на Оро́нті, Антіо́хія Сирі́йська, Антіо́хія бі́ля Да́фне (грец. Ἀντιόχεια), у часи правління Юстиніана названа також Теополь (Боже місто) — стародавня столиця елліністичного царства Селевкідів, заснована в 300 до н. е. діадохом Селевком Нікатором у пам'ять про свого батька Антіоха. Згодом столиця римської провінції Сирія, резиденція ряду імператорів. У ІІ–ІІІ століттях тут існувала найчисленніша християнська громада у світі.
Місто було важливим центром раннього християнства в добу Римської та Візантійської імперій. У візантійський період в Антіохії діяла потужна богословська школа. Також Антіохія була центром одного з п'яти вселенських патріархатів.
Захоплена арабами в 637 році.
Після п'ятимісячної облоги в 1098 році Антіохія взята хрестоносцями, що керували нею до 1268 року.
На цьому місці зараз знаходиться турецьке місто Антак'я.

## Природні умови на час заснування міста

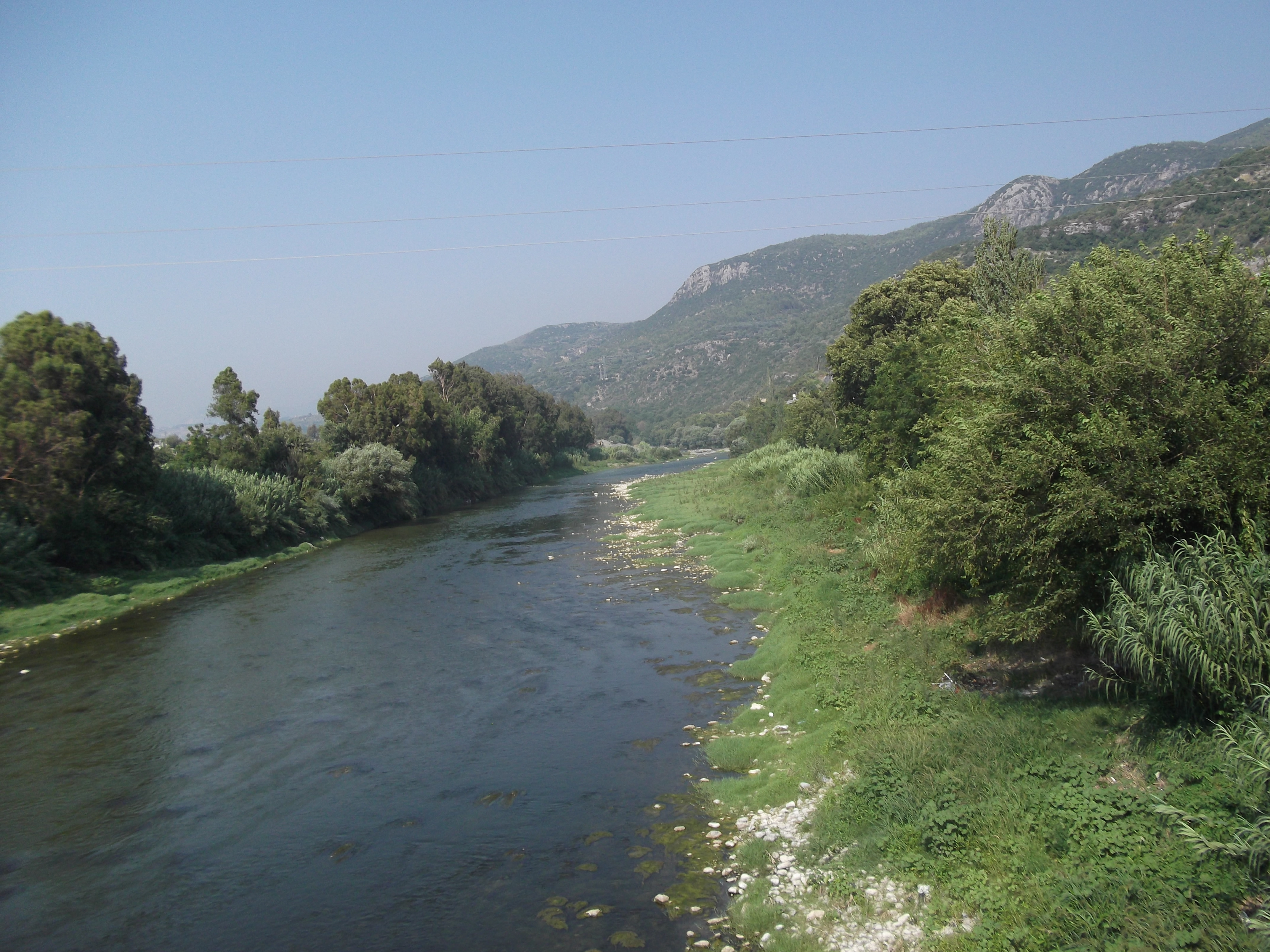
Річка Оронт південніше від Антиохії та Дафне

Природні умови на час початку будівництва та існування міста у античний період, дещо відрізнялись він тих, які склались у наступні епохи під впливом ряду факторів. Ряд землетрусів у пізньоантичний час змінили ширину та місце протікання річки Оронт, потоки дощової води, що стікали із схилів гори Сільпіус, намили високий шар землі у прирічкових кварталах, приблизно до 1970 року було завершено роботи із висушення Антіохійського озера, розташованого на північ від міста.
Місто розташовувалось в долині шириною близько 13 кілометрів, між двома гірськими пасмами, які тягнуться із північного сходу на південний захід, біля самого підніжжя південного пасма. В античні часи гірські узвишшя були покриті рідко посадженими деревами, а долина, щонайменше частково, вкрита лісом. На південь від Антіохії знаходилось узгір'я Дафне вкрите водоспадами та потоками чистої води, що, згодом, за допомогою акведука доставлялась у місто забезпечуючи його чистою питною водою. Північніше від міста знаходилось прісне мілководне Антіохійське озеро, звідки у місто доставлялась прісноводна риба, яку споживали, передовсім бідні прошарки населення. За 23 кілометри на південний захід від Антіохії проходило узбережжя Середземного моря з портом Селевкія Перея. Звідси до міста доставляли товари і морську рибу, котру споживали більш заможні мешканці. В античні часи річка Оронт, що впадала у море, була ширшою і глибшою та судноплавною до самого міста. Досить розлогий опис природного розташування міста дає уродженець Антіохії, відомий софіст та ритор пізньої античності Лібаній. Він описує родючість ґрунтів навколо Антіохії (які він вважає кращими за Сицилійські), що дозволяли вирощувати злаки навіть на схилах гір, а також збирати багаті урожаї винограду, та торгувати великою кількістю якісного вина.

## Антіохійські християнські святі
- Іван Золотоустий — святий, вселенський учитель, один із засновників Константинопольського патріархату, блискучий оратор і релігійний полеміст.
- Євангеліст Лука — євангеліст, супутник св. апостола Павла в його апостольських подорожах.
- Преподобна Марта — візантійська християнська свята, мати святого Симеона Стовпника.
- Іван III Схоластик — християнський святий, константинопольський патріарх.
- Роман Антіохійський — візантійський святий та пустельник.
- Роман Кесарійський — християнський святий, загинув під час Діоклетіанового переслідування.
- Мелетій Антіохійський — святий, єпископ Севастії, аскет, згодом Антіохійський патріарх.
- Артемій Антіохійський — ранньо-християнський єгипетський святий та велико-мученик, воїн, римський правитель Єгипту.

## Уродженці
- Майстер Теодор — філософ, астролог, лікар і перекладач.